# Colfax (Califórnia)
Colfax é uma cidade localizada no estado americano da Califórnia, no condado de Placer. Foi incorporada em 23 de fevereiro de 1910.

## Geografia
De acordo com o United States Census Bureau, a cidade tem uma área de 3,6 km², onde todos os 3,6 km² estão cobertos por terra.

### Localidades na vizinhança
O diagrama seguinte representa as localidades num raio de 24 km ao redor de Colfax. 

## Demografia
Segundo o censo nacional de 2010, a sua população é de 1 963 habitantes e sua densidade populacional é de 537,53 hab/km². É a cidade menos populosa do condado de Placer. Possui 929 residências, que resulta em uma densidade de 254,39 residências/km².